# Smyra
Smyra là một chi bướm đêm thuộc họ Erebidae.